# بير (دشتاب)
بير (بالفارسية: پیر) هي مستوطنة تقع في إيران في قسم دشتاب الريفي. يقدر عدد سكانها بـ 382 نسمة بحسب إحصاء 2016.